# 兵士たち

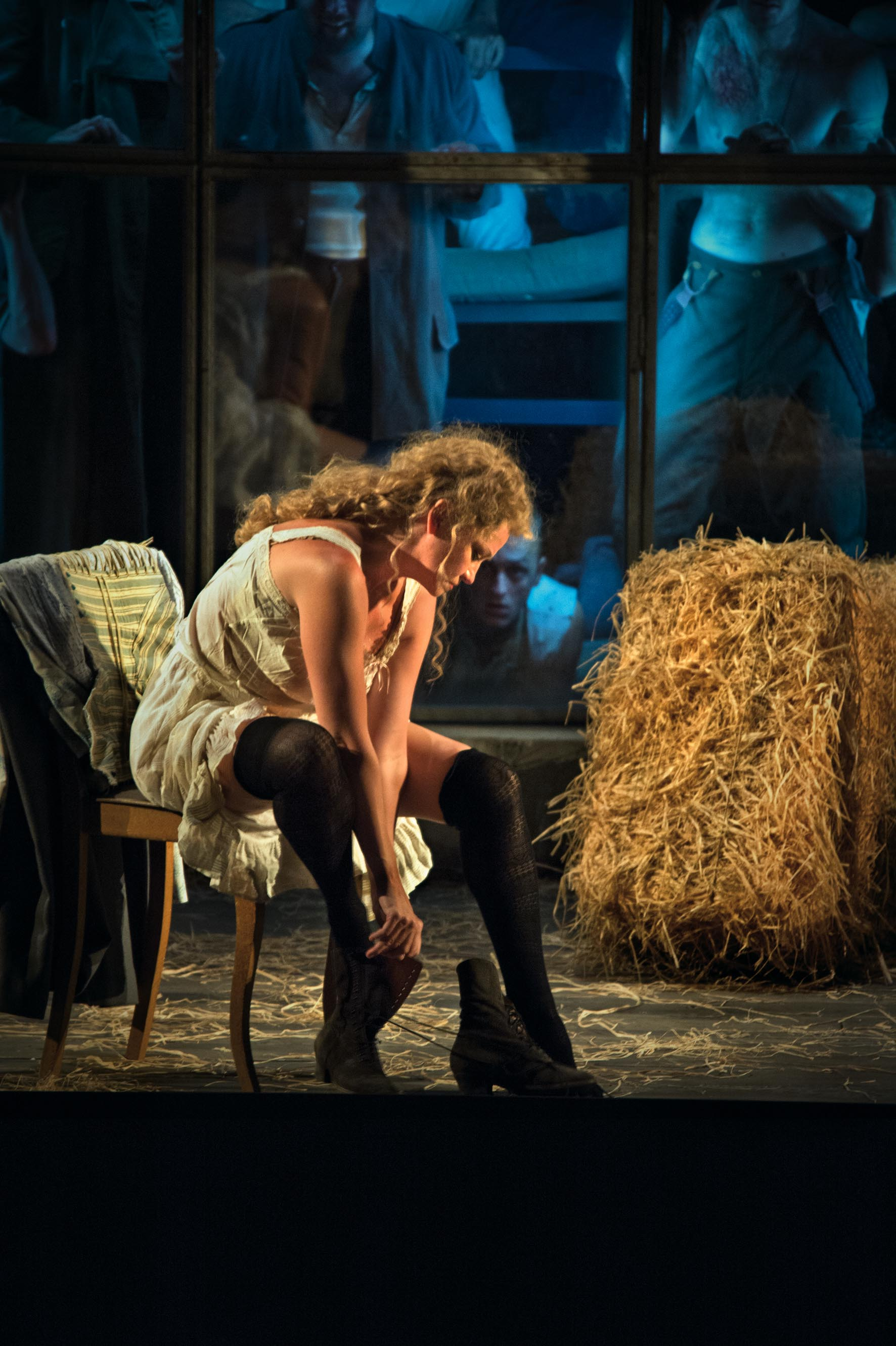
ローラ・エイキンのマリー。2012年ザルツブルグ音楽祭にて

『兵士たち』（へいしたち、Die Soldaten）は、ベルント・アロイス・ツィンマーマンのオペラ。1960年に初稿、1964年に改訂稿が完成。初演は1965年2月15日にケルンでミヒャエル・ギーレン指揮のケルン・ギュルツェニヒ管弦楽団およびケルン・オペラの声楽陣による。一度は初演中止を決定した超難物だが、作曲者の抗議により「春の祭典」の初演の120回や「ヴォツェック」の初演の150回を大幅に上回る、結局370回の練習をして初演にこぎつけた。日本初演は2008年の5月に新国立劇場で行われた。日本初演に際して「軍人たち」という訳語があるが、日本の主要音楽出版界や専門家筋では昔から「兵士たち」が定着している。

## 概説
18世紀のシュトゥルム・ウント・ドラング期の劇作家、ヤーコプ・ミヒャエル・ラインホルト・レンツが書いた戯曲に基づく。軍人たちに誘惑されて娼婦に落ちていく一般市民の女を主人公とし、軍隊という存在の非人間性を描く。

## 時間と場所
フランスのフランドル地方、昨日・今日・明日。

## 難易度
声楽陣の声域外の極度の跳躍をはじめ極端な変拍子や大編成の打楽器のバンダ・電子音楽・引用・などの複雑な組み合わせなどで、「ヴォツェック」や「ルル」・「モーゼとアロン」などの難易度を遥かに上回る極度に演奏困難な音楽である。ルルを上回る3本の映画の同時上映など駆使されていて大規模な総合芸術となっている。

## 登場人物
- ヴェーゼナー、リールの装身具商（バス）
- マリー、ヴェーゼナーの娘（非常にドラマチックなコロラトゥーラ・ソプラノ）
- シャルロッテ、ヴェーゼナーの娘（メゾソプラノ）
- ヴェーゼナーの老母（低いアルト）
- シュトルツィウス、アルマンティエールの織物商（若々しい高いバリトン）
- シュトルツィウスの母（非常にドラマチックなアルト）
- 大佐、シュパンハイム伯爵（バス）
- デポルト、フランス軍に勤務するフランス領ヘネガウ（現エノー州）の貴族（非常に高いテノール）
- 若い狩猟番、デポルトの従僕（俳優）
- ピルツェル、大尉（高いテノール）
- アイゼンハルト、従軍牧師（ヘルデンバリトン）
- オーディ、大尉（ヘルデンバリトン）
- マリ、大尉（バリトン）
- 3人の若い士官（非常に高いテノール）
- ラ・ロシュ伯爵夫人（メゾソプラノ）
- 若い伯爵、彼女の息子（非常に高いリリック・テノール）
- アンダルシアの女、ウェイトレス（ダンサー）
- 3人の士官候補生（タップダンサー）
- マダム・ルー、カフェのオーナー（黙役）
- ラ・ロシュ伯爵夫人の従僕（シュプレヒシュティンメ）
- 若い士官候補生（シュプレヒシュティンメ）
- 酔った士官（シュプレヒシュティンメ）
- 3人の大尉（シュプレヒシュティンメ）
- 18人の士官と士官候補生（シュプレヒシュティンメと「食器のアンサンブル」）
- 以上のダブル（バレエダンサー）

タップダンサーのステップは楽譜化されている。
「食器のアンサンブル」は、食器や盆や椅子やテーブルなどを楽譜化されたリズムに従って打楽器的に叩く。

## 楽器編成

### 管弦楽
- フルート4（全員がピッコロに持ち替え、第3奏者はアルトフルートにも持ち替え）
- オーボエ3（全員がオーボエ・ダモーレに持ち替え、第3奏者はコーラングレにも持ち替え）
- クラリネット4（Ｂ♭管：第3奏者以外はＡ管持ち替え、第3奏者はバス・クラリネット持ち替え、第4奏者は小クラリネット持ち替え）
- アルト・サクソフォーン
- ファゴット3（第2奏者と第3奏者はコントラファゴット持ち替え）
- ホルン5（全員がＢ♭管ワグナーチューバ持ち替え、第5奏者はＦ管ワグナーチューバにも持ち替え）
- トランペット4（Ｃ管：第1奏者と第2奏者はＢ♭管およびＦ管ピッコロトランペットに持ち替え、第3奏者と第4奏者はＢ♭管とＡ管およびＥ♭管バストランペットに持ち替え）
- テナーバストロンボーン4（第3奏者はバストロンボーン持ち替え、第4奏者はコントラバス・トロンボーン持ち替え）
- コントラバス・チューバ（バス・チューバ持ち替え）
- ティンパニ（奏者は1名で、5個）
- そのほかの打楽器（奏者は最低12名）：トムトム5、スネアドラム4、ミリタリードラム、ロングドラム3、バスドラム2、ジングルの無いタンバリン、ボンゴ3、コンガ、ライオンズローア、シェイカー、マラカス、ギロ、むち、タップアタップ、クラベス、互いに打ち合わせる1対の鋼鉄製の棒、カスタネット、合わせシンバル、ハイハット、合わせアンティークシンバル2対、トライアングル5、吊り下げた鉄製のレール片3、スリットドラム3、カウベル(固定式)4、カウベル(手奏式)、吊るしシンバル3、マウンテッド・シンバル3、吊るしアンティークシンバル(音程あり)4、吊るしアンティークシンバル(音程無し)3、ゴング4、タムタム4、チューブラーベル2台、グロッケンシュピール、ヴィブラフォン(六手連弾)、シロフォン、マリンバ(四手連弾)
- チェレスタ
- ピアノ
- チェンバロ
- オルガン（四手四足連弾）
- ハープ2
- ギター
- 弦五部（14型：第1ヴァイオリン14、第2ヴァイオリン12、ヴィオラ10、チェロ10、コントラバス8）

打楽器群は種類数も個数も奏者数も非常に多いので、作曲者はティンパニを除く打楽器群全体をリハーサル室に置き、スピーカーを通じて客席に音を流す方法を推奨している。

### バンダ
舞台上にジャズコンボ（クラリネット、トランペット、ギター、コントラバス）。
舞台裏に3つの打楽器群。
- 第１打楽器群（奏者は最低2名）：ティンパニ5、スネアドラム、ミリタリードラム、ロングドラム、シンバル付きバスドラム、ボンゴ2、マラカス、合わせアンティークシンバル、トライアングル3、テンプル・ブロック、カウベル、吊るしシンバル2、吊るしアンティークシンバル2、ゴング、タムタム、チューブラーベル

- 第2打楽器群（奏者は最低2名）：ティンパニ5、スネアドラム、ロングドラム、トムトム2、マラカス、合わせアンティークシンバル、トライアングル3、テンプル・ブロック、カウベル、吊るしシンバル2、吊るしアンティークシンバル、ゴング2、チューブラーベル

- 第3打楽器群（奏者は最低2名）：ティンパニ5、スネアドラム、ロングドラム、トムトム、マラカス、合わせアンティークシンバル、トライアングル3、テンプル・ブロック3、カウベル、吊るしシンバル2、吊るしアンティークシンバル、ゴング、タムタム2、チューブラーベル

## 演奏時間
約1時間50分（各35分、25分、36分、15分）。休憩は第2幕の後に1回だけ。

## 概説
シュプレヒシュティンメ、テープ音楽、バレエ、ジャズ、特殊奏法、無調音楽、セリエル音楽、微分音、トーン・クラスター、変拍子、ポリリズムなどの多種多様な要素が集大成されている。ベルクの作品からの影響が非常に強い。形式も、シャコンヌ、トラクトゥス、リチェルカーレ、トッカータ、夜想曲、奇想曲、コラール、ロマンスなどが適用されている。戦後のオペラでは最高峰とも言える傑作として、非常に重要な演目となっている。

## 解説
全4幕15場24曲。基本的には十二音技法を含むセリエル音楽の技法で構成されているが、全曲を通じて「Ｄ」という特定の音程が執拗に強調され、一種の主音か中心音のような役割を果たしている。「Ｅ♭」の音程も破滅や悲劇性を暗示する目的で多用される。また、五連符で同音程を細かく刻むシグナルのような音型が軍隊そのものの象徴として繰り返し登場する。

### 前奏曲
ティンパニがＤ音を不安定なリズムでオスティナートのように重く刻み続け、全オーケストラが荒々しいトーン・クラスターの音型となって激しく動きまわる怒濤のような音楽。超絶技巧的に細かい音型や、極度に複雑な奇数連符などが多用されているため、演奏は非常に難しい。

### 第1幕
序奏: 短い序奏部。金管楽器や打楽器が鋭い五連符の音型を繰り返し、軍隊的な雰囲気をいやが上にも盛り上げる。
第1場（ストローフィ）: 十二音技法による穏やかで落ち着いた音楽。フルート、アルトフルート、チェンバロ、ハープ、ギターの音色が効果的にちりばめられている。
第2場（第1シャコンヌ）: アルトフルートがＤ音を五連符で細かく刻む音型から始まり、その後も五連符が重層的に展開され、シュトルツィウスの運命が軍隊により手玉に取られていくことを予示する。
第1トラクトゥス: 短い間奏部。激しく重苦しいトーン・クラスターの連続や、カウベルによるけたたましい五連符で、ストーリーが本格的に動き始めることを暗示する。
第3場（第1リチェルカーレ）: 第1場と同じ様式による穏やかで落ち着いた音楽。さまざまな楽器に広い範囲で上下に大きく跳躍しながら細かく往復する音型が現われ、デポルトの気紛れで不実な性格を象徴する。
第4場（第1トッカータ）: 軽快できびきびとした、三拍子系がメインの変拍子による音楽。幾度となく挿入されるダンス音楽風の短いフレーズが、第2幕第1場の伏線となっている。一方、ピルツェル大尉の"演説"は（この場面だけではなく、それ以降も）祭句の朗誦を模した無表情な旋律線と、動きに乏しい不気味なほど玲瓏な伴奏音型により、非人間的な雰囲気を付与されている。
第5場（第1夜想曲）: 舞台裏の打楽器群と管弦楽が絶妙に絡み合いながら進行する神秘的で内省的な音楽。最後の場面では雷雨の接近とマリーの激情を、金管楽器群と舞台裏のティンパニ群が相互に呼応する強烈なパッセージや、弦楽器群による熱を帯びた複雑なポリフォニーで活写する。

### 第2幕
序奏: 短い序奏部。トロンボーン群によるＤ音の荒々しいユニゾンで始まり、重厚なトーン・クラスターへと発展していく。
第1場（第2トッカータ）: ジャズ風の変化に富んだダンス音楽が組曲のように次々と繰り出される。ジャズコンボ、タップダンサー、舞台裏の打楽器群などが大活躍する。
間奏曲: 長い間奏部。金管楽器と打楽器とオルガンが中心で、無調音楽と調性音楽が非常に激しくせめぎ合う。
第2場（奇想曲、コラール、第2シャコンヌ）: マリーとデポルトの情事は超絶技巧的なコロラトゥーラの二重唱で描写される。ヴェーゼナーの老母が口ずさむ古謡「ヘネガウの薔薇」は朴訥とした四拍子のシラブル唱法で歌われる。続いてヨハン・ゼバスティアン・バッハの『マタイ受難曲』から温かみのある穏やかなコラールが引用され、調性音楽と無調音楽が緊張と調和を同時にはらみながら進行する有名な場面となる。一方、シュトルツィウスとその母親の苦悩や葛藤は、弦楽器の細かい断続的な音型や、金管楽器と打楽器による五連符の連呼によって鋭く強調され、最後はＥ♭音の長いフェルマータで終わる。

### 第3幕
前奏曲: やや長めの序奏部。静けさの中に緊張感をはらんだ細かい音型が続き、トロンボーン群の微分音による幻想的な重奏が特に強い印象をもたらす。
第1場（ロンディーノ）: 打楽器や弦楽器を中心とするきびきびとした変拍子の音楽が、二人の登場人物のまったく噛み合わない会話に諧謔味を添える。
第2場（ラプレゼンタツィオーネ）: 第2幕第1場に登場した荘重なモチーフが展開され、グロテスクな行進曲風のクライマックスへと至る。
第3場（第2リチェルカーレ）: これまでに登場した種々さまざまなモチーフや素材が巧妙に展開される。
ロマンス: 長い静かな間奏部。精緻で霊妙な細かい音型の絡み合いや、鍵盤楽器と撥弦楽器と音程のある打楽器による玲瓏なポリリズムが、ラ・ロシュ伯爵夫人の優雅で繊細な人となりを象徴する。
第4場（第2夜想曲）: ギターのソロで始まり、極端に細分化された弦楽器群による精緻な音型や、直前の曲を受け継ぐ玲瓏なポリリズムなどが展開する。最後は、著しく複雑な奇数連符やシンコペーションなどを駆使した非常にトリッキーなポリフォニーとなる。
第5場（トロープス）: 弦楽器群による細かい音型やトーン・クラスターを中心とした音楽から、非常に複雑なポリフォニーなどを経て、緊迫感に富む重々しい三重唱へと至る。木管楽器や弦楽器によって奏でられる「Ｅ♭→Ｄ」というごく短いモチーフが運命の暗転を予示する。

### 第4幕
前奏曲: やや長めの序奏部。前半は静謐さの中に不穏な雰囲気を隠した神秘的な情景だが、後半は金管楽器と打楽器が小節線の一致しない非常に複雑で激しい焦燥感に満ちたポリリズムをストレッタのように盛り上げていって、そのクライマックスで第1場へと突入する。
第1場（第3トッカータ）: このオペラの冒頭に置かれている前奏曲の様式を巧みに換骨奪胎した音楽。ティンパニがＤ音を不安定なリズムでオスティナートのように刻み続け、ほぼすべての登場人物がすさまじい不協和音によるカオスのような絶叫調の重唱に加わる。テープ音楽、ジャズコンボ、タップダンサーなども断続的に登場する。
第2トラクトゥス: 非常に短い間奏部。オルガンの連弾と打楽器が重厚な音塊の連続を最強奏からピアニッシモまでゆっくりと鎮めていく。
第2場（第3シャコンヌ）: 極端なまでに稀薄な管弦楽法でデポルトの殺害が即物的に描写される。太鼓系の打楽器群による鋭い五連符や、シロフォンによるＥ♭音のアクセントが、きわめて印象的に響く。
第3場（第3夜想曲）: 空間的に配置された10組のスピーカー群から流されるテープ音楽が中心で、管弦楽のほうはＤ音を静かに、そして執拗に演奏し続ける。ジャズコンボも短いあいだだけ登場して、非常に断片的なフレーズを奏でる。最後は3個のロングドラムが威勢のよい軍鼓風のリズムパターンを果てしなく反復し、それが唐突に途切れたところで全管弦楽がユニゾンのＤ音を最強奏からピアニッシモまでゆっくりと長く減衰させていって終わる。

## 粗筋

### 第1幕

#### 第1場
リールにあるヴェーゼナーの家。
マリーはシュトルツィウスの母親に宛てて礼状を書いている。シャルロッテは編み物をしながら、女の不幸せについての独白を続ける。マリーはスペルが分からなくなるたび、姉のシャルロッテに訊ねて確認するが、シャルロッテはスペルが間違っていても「それでいいのよ」と、いい加減な返答をする。そうこうしているうちに、マリーがシュトルツィウスに惚れていることをシャルロッテが暗に指摘したため姉妹喧嘩となり、マリーは憤然として部屋から出ていく。

#### 第2場
アルマンティエールにあるシュトルツィウスの家。
若い織物商のシュトルツィウスは気分がすぐれないと愚痴をこぼす。彼の母親はそれが恋わずらいであることを見抜き、マリーから手紙が来ているとほのめかす。シュトルツィウスはたちまち元気になり、手紙を引ったくるように受け取ってからすぐに読み、返事を書き始めようとする。母親は、連隊から生地の註文が来ているのにと呆れる。

#### 第3場
リールにあるヴェーゼナーの家。
マリーのもとを貴族で軍人のデポルトが訪れ、さっそく口説き始める。そこへマリーの父親で装身具商のヴェーゼナーが登場。デポルトはマリーを観劇に誘いたいと申し出るが、ヴェーゼナーは丁重に、そしてきっぱりと断わる。デポルトが辞去したあと、マリーは父親を強くなじるが、ヴェーゼナーは軍人たちの不品行について語り、「おまえのためを思ってのことだ」と優しく諭す。それでもマリーは反抗心を抑えきれない。

#### 第4場
アルマンティエールの郊外にある、空濠(からぼり)を埋め立てて造成した土地。
軍人たちが気ままな雑談風の議論にふけっている。オーディ大尉は観劇の有益さを説くが、従軍牧師のアイゼンハルトは娯楽にうつつを抜かしているだけでは駄目だと諭す。オーディはさらに「娼婦に生まれついた女は娼婦にしかならない」という持論を述べるが、アイゼンハルトはこれにも強く反論する。一方、ピルツェル大尉は周囲の空気を読もうともせず、観念的で理想論的、抽象的な演説を何度も一方的に始めようとして一同から疎まれ、茶々を入れられる。

#### 第5場
リールにあるマリーの部屋。
マリーはデポルトが書いてくれたという愛の詩を父親のヴェーゼナーに読ませる。その陳腐な表現や書きぶりを見て、ヴェーゼナーは笑いながら音読するが、ふとした考えから娘を貴族のもとに嫁がせるのも悪くはないと思い直すようになる。ヴェーゼナーが去ったあと、マリーはシュトルツィウスに対する良心の呵責にさいなまれ、迫りくる雷雨のなか、自暴自棄な感情を独白の形でぶちまける。

### 第2幕

#### 第1場
アルマンティエールにあるカフェ。
軍人たちが行きつけのカフェでくつろぎながら、トランプに興じたり談笑したり踊ったり酔っ払ったり演説を始めようとしたりしている。かなり長いダンス音楽が続く。そこへシュトルツィウスが登場。軍人たちはデポルトがマリーをかどわかしたことを暗にほのめかして、シュトルツィウスをからかう。シュトルツィウスは顔面蒼白となり、急いでその場から辞去する。

#### 第2場
リールにあるヴェーゼナーの家と、アルマンティエールにあるシュトルツィウスの家。
時空間の系列が必ずしも一致しない三つの場面が同時進行する。マリーはシュトルツィウスから来た手紙を読んで、その内容に心を傷めている。そこへやって来たデポルトが、ああいう愚か者は懲らしめてやらなければならないから毅然とした内容の返事を書いてやれと促す。自分で書こうとするマリーと、ペンを奪おうとするデポルトの戯れは、いつしか情事へと発展していく。隣室ではヴェーゼナーの老母が古謡「ヘネガウの薔薇」を歌いながら、マリーの前途を憂える。一方、マリーから来た返信を読んで絶望したシュトルツィウスは母親が諫めるのも聞かず、デポルトへの復讐をほのめかす。

### 第3幕

#### 第１場
アルマンティエールにある、空濠を埋め立てて造成した土地。
従軍牧師のアイゼンハルトとピルツェル大尉の対話。相変わらず観念的で理想論的なことばかり口にしたがるピルツェルにうんざりしたアイゼンハルトは、もっと現実的なことにも目を向けるべきだと諭すが、二人の会話はまったく噛み合わない。

#### 第2場
リールにあるマリ大尉の居宅。
軍装に身を包んだシュトルツィウスがマリ大尉のもとを訪れ、従卒になりたいと志願する。マリ大尉は快諾する。

#### 第3場
リールにあるヴェーゼナーの家。
デポルトと連絡が取れなくなったためマリ大尉に頼るようになったマリーのことを、姉のシャルロッテは浮気者だと厳しく非難し、聞こえよがしに「軍人の淫売」と罵る。そこへ当のマリ大尉が登場し、姉妹二人を観劇に誘う。二人はマリ大尉の後ろにいる従卒がシュトルツィウスによく似ていると気づくが深く詮索することはなく、いそいそと誘いに乗って観劇へと出かける。

#### 第4場
リールにあるラ・ロシュ伯爵夫人の屋敷。
ラ・ロシュ伯爵夫人は、マリーと交際しているらしい息子のことを案じて夜遅くまでその帰りを待っている。ようやく帰ってきた息子の若い伯爵は不幸なマリーを救いたいだけだと抗弁するが、伯爵夫人はマリーとシャルロッテの二人を引き取り自分のところで面倒を見るから、おまえはマリーから身を引くようにと諭す。

#### 第5場
リールにあるヴェーゼナーの家。
次から次へと男を替えていくマリーをシャルロッテがなじっているところへ、ラ・ロシュ伯爵夫人が来訪。姉妹二人を自邸に引き取り面倒を見ることにしたいと提案する。姉妹と伯爵夫人の三名は、女の不幸せに関する濃密な三重唱を歌う。

### 第4幕

#### 第1場
アルマンティエールにあるカフェ。
夢か現実か分かりにくい場面。三つのスクリーンにそれぞれ異なる映画が投影されてストーリーを物語っていくが、時空間の系列はシャッフルされている。デポルトが書いた手紙によっておびき出されたマリーは、彼の従僕である狩猟番にレイプされる。ヴェーゼナーやシャルロッテやラ・ロシュ伯爵夫人は姿の見えなくなったマリーを必死に捜すが徒労に終わる。一方、シュトルツィウスは薬屋でネズミ退治用と偽って毒薬を購入する。

#### 第2場
アルマンティエールにあるマリ大尉の居宅。
デポルトとマリ大尉が食事をともにしながら談笑している。デポルトは給仕をしているマリ大尉の従卒がシュトルツィウスであることに気づくことなく、マリーを厄介払いしたかったから狩猟番にくれてやったと露悪的な自慢話をする。マリ大尉はやりすぎだと感想を漏らすが、強く非難することはない。給仕役のシュトルツィウスが毒の入ったスープをデポルトに供する。デポルトは苦しみながら死に、シュトルツィウスも同じ毒薬をあおって自害する。

#### 第3場
リス川（レイエ川）のほとり。
物乞いとなったマリーが、たまたま通りかかったヴェーゼナーに金をせびる。ヴェーゼナーは実の娘だと気づかず邪険に扱うが、もしかすると娘も今ごろは同じ境遇に陥っているのかもしれないと考え直し、わずかな硬貨を恵んでやる。マリーは地面に崩れ落ちる。後景では戦死者たちの大群がいつ果てるとも知れぬ行進を続けている。最後にカタストロフィが暗示される。